# Гальперин, Йотам
Йота́м Га́льперин (ивр. יוֹתָם הַלְפֶּרִין‎; р. 24 января 1984, Тель-Авив) — израильский баскетболист и баскетбольный тренер. Выступал на позициях разыгрывающего и атакующего защитника, представлял сборную Израиля по баскетболу. Чемпион Израиля и Словении, двукратный победитель Евролиги в составе команды «Маккаби» (Тель-Авив).

## Игровая карьера
Йотам Гальперин, уроженец Тель-Авива, является воспитанником детской спортивной команды ведущего клуба Израиля, «Маккаби» (Тель-Авив). Свой первый сезон в профессиональной лиге он провёл в рядах этой команды в сезоне 2001/2 годов и продолжал выступать за неё в следующие три года. За это время он по четыре раза выигрывал с клубом чемпионат и Кубок Израиля по баскетболу. В 2004 и 2005 годах Йотам выигрывал с «Маккаби» также главный европейский баскетбольный трофей — Евролигу. Оба раза он выходил на площадку в финальных играх и в первый год принёс команде семь очков в разгромной победе над «Скиппером» из Болоньи. Одновременно он выступал в составе юношеских (2000, 2002, 2005) и взрослой (начиная с 2003 года) сборной Израиля по баскетболу. В составе молодёжной (до 21 года) сборной Израиля Гальперин стал лучшим бомбардиром чемпионата Европы 2005 года, набрав в среднем по 23.5 очка за игру.
В 2005 году Гальперин на один сезон перешёл в словенский клуб «Олимпия» (Любляна) — так же, как и тель-авивский «Маккаби», лидер национального баскетбола. С «Олимпией» он, как и с «Маккаби», сделал золотой дубль, выиграв чемпионат и Кубок Словении, и провёл свой лучший с точки зрения статистики сезон в карьере, набирая по 14,5 очков, 2,7 подбора и четыре результативных передачи за игру национальной лиги и по 14 очков, три подбора и 2,2 перехвата за игру в Евролиге.
В 2006 году Гальперин участвовал в драфте НБА, где был выбран во втором круге командой «Сиэтл Суперсоникс». Перед драфтом среди его сильных качеств отмечались универсальность в атаке, хороший бросок со всех дистанций, способность к быстрым рывкам с мячом под кольцо и хороший процент попаданий со штрафных; одновременно отмечался недостаток атлетических данных и посредственная игра в защите, недостаточная против взрывных защитников НБА. Поскольку он был выбран только во втором круге, шансы Гальперина на попадание в состав клуба были призрачными, и он вернулся в Европу.
Два следующих сезона Гальперин провёл в родном тель-авивском клубе, добавив к коллекции титулов звание чемпиона Израиля 2007 года и попав в состав второй сборной Евролиги в сезоне 2007/2008 года, а затем вместе с центровым Николой Вуйчичем был продан в пирейский «Олимпиакос», с которым заключил контракт на три года. В свой первый сезон с «Олимпиакосом» Гальперин набирал по 8,2 очка за игру и получил право на участие в матче всех звёзд греческой лиги, но в дальнейшем не сумел удержаться в составе греческого суперклуба на первых ролях. С «Олимпиакосом» он дважды, в 2010 и 2011 годах, выигрывал Кубок Греции и дважды завершал на первом месте регулярный сезон, но чемпионом Греции так и не стал: все три раза его клуб уступал в финальной серии своим вечным соперникам — «Панатинаикосу». В составе «Олимпиакоса» Гальперин дошёл до финала Евролиги сезона 2009/10 годов, но в финале провёл на площадке менее 5 минут, ни раз не бросив по кольцу.
Летом 2011 года, после истечения контракта Гальперина с «Олимпиакосом», сообщалось о его возвращении в Тель-Авив, но потом стало известно, что он подписал контракт с санкт-петербургским «Спартаком».
Со «Спартаком» Гальперин провёл один сезон, после чего вернулся в Израиль и пять лет выступал за иерусалимский «Хапоэль». В августе 2018 года Гальперин объявил о завершении игровой карьеры и присоединении к администрации «Хапоэля». Занимал пост спортивного директора в этом клубе, а в начале сезона 2021/22 после увольнения главного тренер Орена Амиэля был назначен временным главным тренером команды.

## Статистика выступлений в Евролиге и национальных первенствах

### Евролига
| Евролига 2010/2011                                                                      | Олимпиакос          | 13 |  | 4.5  | 63.6  | 45.0  | 75.0 | 1.9 | 1.3 |  | 0.2 | 0.9 |  |
| Евролига 2009/2010                                                                      | Олимпиакос          | 21 |  | 5.4  | 67.6  | 51.9  | 95.7 | 0.9 | 1.0 |  | 0.1 | 0.6 |  |
| Евролига 2008/2009                                                                      | Олимпиакос          | 22 |  | 7.4  | 61.1  | 45.8  | 79.5 | 1.6 | 1.5 |  | 0.1 | 1.0 |  |
| Евролига 2007/2008                                                                      | Маккаби (Тель-Авив) | 25 |  | 10.2 | 60.9  | 44.4  | 87.3 | 2.1 | 4.0 |  | 0.1 | 1.0 |  |
| Евролига 2006/2007                                                                      | Маккаби (Тель-Авив) | 19 |  | 6.5  | 38.8  | 34.8  | 85.2 | 2.1 | 2.0 |  | 0.0 | 1.1 |  |
| Евролига 2005/2006                                                                      | Олимпия (Любляна)   | 14 |  | 13.9 | 52.3  | 37.3  | 90.0 | 3.1 | 3.6 |  | 0.1 | 2.2 |  |
| Евролига 2004/2005                                                                      | Маккаби (Тель-Авив) | 15 |  | 2.7  | 42.1  | 42.9  | 63.6 | 1.1 | 0.7 |  | 0.0 | 0.5 |  |
| Евролига 2003/2004                                                                      | Маккаби (Тель-Авив) | 17 |  | 2.1  | 50.0  | 27.3  | 85.7 | 1.0 | 0.8 |  | 0.0 | 0.5 |  |
| Евролига 2002/2003                                                                      | Маккаби (Тель-Авив) | 8  |  | 1.0  | 100.0 | 100.0 | 50.0 | 0.3 | 0.1 |  | 0.0 | 0.1 |  |
| Наведите курсор мыши на аббревиатуры в заголовке таблицы, чтобы прочесть их расшифровку |                     |    |  |      |       |       |      |     |     |  |     |     |  |

### Национальные лиги
| Греция 2008/09                                                                          | Олимпиакос          | 34 |  | 8.2  | 76.7 | 45.5 | 77.4 | 2.0 | 1.6 |  | 0.2 | 1.1 |  |
| Израиль 2007/08                                                                         | Маккаби (Тель-Авив) | 27 |  | 11.0 | 72.4 | 41.9 | 87.1 | 1.7 | 4.0 |  | 0.0 | 1.1 |  |
| Израиль 2006/07                                                                         | Маккаби (Тель-Авив) | 28 |  | 11.9 | 59.8 | 45.8 | 86.3 | 2.6 | 2.8 |  | 0.1 | 1.1 |  |
| Словения 2005/06                                                                        | Олимпия (Любляна)   | 16 |  | 14.5 | 52.4 | 47.7 | 82.3 | 2.7 | 4.2 |  | 0.0 | 1.8 |  |
| Израиль 2004/05                                                                         | Маккаби (Тель-Авив) | 23 |  | 9.2  | 62.8 | 45.9 | 80.6 | 1.7 | 2.2 |  | 0.0 | 1.5 |  |
| Израиль 2003/04                                                                         | Маккаби (Тель-Авив) | 33 |  | 4.8  | 65.5 | 41.5 | 90.5 | 1.7 | 1.6 |  | 0.2 | 0.7 |  |
| Израиль 2002/03                                                                         | Маккаби (Тель-Авив) | 27 |  | 4.0  | 63.6 | 47.6 | 88.0 | 1.2 | 1.5 |  | 0.0 | 0.6 |  |
| Израиль 2001/02                                                                         | Маккаби (Тель-Авив) | 19 |  | 5.1  | 65.5 | 58.3 | 81.0 | 0.7 | 1.0 |  | 0.1 | 0.5 |  |
| Наведите курсор мыши на аббревиатуры в заголовке таблицы, чтобы прочесть их расшифровку |                     |    |  |      |      |      |      |     |     |  |     |     |  |